# 朴忠均
朴忠均 （韓語：박충균，1973年6月20日—）是一位韩国前足球运动员、足球教练。球员时期曾效力于水原三星，尚州尚武，城南一和与大田市民等韩国俱乐部。于2018赛季末作为崔康熙助手短暂执教中超联赛天津权健足球俱乐部（现天津天海）。2019年5月接替沈祥福再次担任天津天海足球俱乐部主教练，后于2019年10月被解雇。
朴忠均曾代表韩国出战1996年夏季奥运会，最终取得小组第三。